# RenderWare
RenderWare покретач игре развијен је од стране британског издавача игара - Criterion Software.

## Преглед
RenderWare је покретач 3D API и графичког рендеровања видео игара, Active Worlds, и неки VRML претраживачи. RW је издат од стране Criterion Software Limited (која је била у потпуном власништву компаније Canon али је сада у власништву Electronic Arts-а). Настао је у ери рендеринг софтвера на рачунарима пре појаве GPU-а, такмичи са другим библиотекама, као што су Argonaut BRender и RenderMorphics Reality Lab (касније је узет од стране Microsoft и постао је Direct3D).
RenderWare главни комерцијални значај био је у пружању "off-the-shelf" решења за тешкоће PS2 графичког програмирања. Био је скоро описан као "Sony-јев DirectX" током ове ере мада назив се односи на "окруженом оквиру" и "ланца свесних алатки". Пре верзије 2, спољно програмирање или скриптни језик је обавезан да би се користио RenderWare. RenderWare 2, с друге стране, има свој унутрашњи скрипт језик RWX (RenderWare скрипта). Међутим, у RenderWare 3 RWX подршка је уклоњена. Следећа итерација усмерена је на бинарном формату датотеке модела. Као и са претходном верзијом, Criterion је уклонио подршку за RW3 формате у RenderWare 4.
RenderWare је био широка прелазна-платформа (cross-platform): ради на Windows-у добро као и на Apple Mac OS X апликацијама и на много конзолних видео игара као што су Nintendo GameCube, Wii, Xbox, Xbox 360, PlayStation 2, PlayStation 3, и PlayStation Portable.
RenderWare више није доступан за куповину, иако ЕА и даље поштује старе уговоре, што значи да "спољни" програмери који су лиценцирали технологију пре преузимања од стране Criterion и даље могу да користе технологију. Оно што је био RenderWare 4, претворено је у делове за интерну технологију ЕА.Bing Gordon, EA извршни директор, је изјавио да се RenderWare није добро показао за наредну генерацију хардвера, графике, и да RenderWare није могао да буде конкуренција Epic Games. Такође је рекао да је RenderWare тим "већински програмерска кућа" (указујући да EA нерадо и даље користи RenderWare).